# 102号弗吉尼亚州州道
維吉尼亞州102號公路位於美國維吉尼亞州Tazewell郡，連接西維吉尼亞州102號公路。13.2公里，建於1958年，該公路的東端在Pocahontas，西端是西維吉亞州的Bluefield。